# Marc de Champagne
Marc de Champagne [ˌmaʁ̆də̆ʃɑ̃ˈpaɲ] ist ein Tresterbrand (französisch marc [maxk]) aus der Champagne.
Es handelt sich um einen Schnaps aus den Rückständen bei der Traubenpressung, das sogenannte Eau de vie. Wie beim Champagner werden für Marc de Champagne nur die Traubensorten Pinot Noir, Pinot Meunier und Chardonnay verwendet.
Der Name Marc kommt vom altfranzösischen Wort marcher, ‚zerkleinern‘, zum Beispiel einer Frucht, um süße Restbestandteile herauszuziehen.
Marc de Champagne wird häufig zur Aromatisierung von Trüffelpralinen verwendet. Man verwendet ihn auch in der französischen Kaffeespezialität Canard sowie zum Waschen der Käsespezialität Langres.
Neben dem bekannten Marc de Champagne aus der Region Champagne gibt es in Frankreich noch zahlreiche andere regionale Marcs, deren Namensverwendung ebenso geschützt ist, beispielsweise den Marc de Bourgogne, Marc de Chardonnay, Marc de Beaujolais, Marc d’Alsace Gewürztraminer etc.